# متطابقة بارسيفال
في التحليل الرياضي فرعا من الرياضيات، متطابقة بارسيفال (بالإنجليزية: Parseval's identity)‏ هي نتيجة أساسية في قابلية جمع متسلسلة فورييه لدالة ما.
سميت هذه المتطابقة هكذا نسبة إلى عالم آلرياضيات الفرنسي مارك أنطوان بارسيفال.
{\displaystyle \Vert f\Vert _{L_{p}^{2}(-\pi ,\pi )}^{2}=\int _{-\pi }^{\pi }|f(x)|^{2}\,dx=2\pi \sum _{n=-\infty }^{\infty }|c_{n}|^{2}}